# Кирхерианум
Кирхерианум (итал. Museo kircheriano) — кабинет редкостей, основанный в 1651 году при Римской коллегии в Риме. Это была типичная барочная кунсткамера, носившая имя немецкого иезуита-энциклопедиста Афанасия Кирхера. Кирхер был не основателем кабинета, а его куратором. В основе собрания музея лежала личная коллекция Кирхера, основанная на дарах Фабри де Пейреска.
Долгое время собрание Кирхера хранилось в его личной комнате в коллегии, пока в 1650 году к собранию не прибавилось наследство от Альфонсо Доннини, который завещал Коллегии обширную коллекцию античных находок, окаменелостей, предметов искусства и всяких диковинок. Кирхер стал куратором образовавшегося музея, к которому также относилась библиотека, располагавшегося в боковом крыле Коллегии. Кирхер увеличивал коллекцию дорогостоящих редкостей, получая их в подарок от других учёных, собратьев по миссионерской деятельности в Китае и Америке, а также за счёт предметов собственного изготовления или найденных лично.
В 1678 году вышел первый каталог, составленный Джорджо де Сепи (итал. Giorgio de Sepi). Де Сепи также построил некоторые из математических машин Кирхера. После смерти Кирхера в 1680 году музей начал приходить в упадок и некоторые из экспонатов пропали. В 1709 году вышел второй каталог, подготовленный учеником Кирхера Ф. Бонанни. В 1719 году вышло иллюстрированное издание бенедиктинца Бернара де Монфокона. В 1777 году описание музея оставил Иоганн Бернулли.
В XIX—XX веках этрусская часть коллекции была передана в Национальный музей вилла Джулия, этнографическая часть попала в музей Пигорини, римские древности в Национальный музей Рима (теперь в Palazzo Massimo alle Terme). Многие раритеты, такие как деревянные модели римских обелисков, до сих пор хранятся в лицее Висконти, который сейчас занимает дворец Римской коллегии.
В 2001 году Центральный архивный институт Рима устроил в палаццо Венеция выставку «Il museo del mondo» («Музей мира»). На ней, с помощью составленных Кирхером каталогов, на короткое время была воссоздана собранная из разных римских музеев коллекция Кирхерианума.